# Miguel Hidalgo, Reforma
Miguel Hidalgo är en ort i Mexiko.   Den ligger i kommunen Reforma och delstaten Chiapas, i den sydöstra delen av landet, 700 km öster om huvudstaden Mexico City. Miguel Hidalgo ligger 17 meter över havet och antalet invånare är 1 056.
Terrängen runt Miguel Hidalgo är mycket platt. Runt Miguel Hidalgo är det ganska tätbefolkat, med 166 invånare per kvadratkilometer. Närmaste större samhälle är Cunduacán, 18,6 km norr om Miguel Hidalgo. Omgivningarna runt Miguel Hidalgo är en mosaik av jordbruksmark och naturlig växtlighet.